# Hammam Melouane
Hammam Melouane (em árabe: حمام ملوان) é uma cidade e comuna localizada na província de Blida, Argélia. Segundo o censo de 2008, a população total da cidade era de 6 076 habitantes.